# Cuapiaxtla
Cuapiaxtla es una población del estado mexicano de Tlaxcala. Situada al oriente del estado, es cabecera del municipio del mismo nombre.

## Toponimia
La palabra Cuapiaxtla, en la lengua náhuatl significa "Lugar de Montes" y proviene del vocablo Cuahuitl que quiere decir “Árbol”, así como de la eufónica y la final “Tla” que denota “Abundancia” .[cita requerida]

## Población
De acuerdo con las estadísticas de INEGI, predomina la población urbana, con más de 2.500 habitantes, mientras su población rural es menor. Además el 52% de su población se encuentra entre los 1 y los 19 años.

## Historia
Entre los incipientes asentamientos hacia el oriente del actual territorio de Tlaxcala, destaca el pueblo de San Francisco Cuexcontzi, actual municipio de Cuapiaxtla, el cual alcanzó un alto desarrollo cultural, como integrante de los 230 asentamientos que han sido descubiertos, pertenecientes a la fase Texoloc.
San Francisco Cuexcontzi, fue uno de los 21 asentamientos que por sus dimensiones y características arquitectónicas fueron considerados como pueblos, de poder regional, supeditados durante la primera mitad de la fase Texoloc, a la ciudad de Tlalencaleca. Esta última ubicada en las faldas del Iztaccíhuatl, en terrenos del actual estado de Puebla. Para la segunda mitad de la fase Texoloc, surge otra ciudad, la de Los Teteles de Atotonilco, situada en terrenos del actual municipio de Altzayanca, que comparte con la anterior el control político de los asentamientos. De esta manera, San Francisco Cuexcontzi, queda dentro del área de influencia de los Teteles de Atotonilco.
En este contexto se desarrolla la vida social de San Francisco Cuexcontzi. Esta fundación poblacional, como parte de la infraestructura urbana conforme a su categoría demográfica de pueblo que ejerce un control regional sobre las villas y aldeas que se localizan en sus inmediaciones, contó con plataformas sobre las que se levantaron pirámides con escalones, construidas a base de retículas de adobe, rellenas de piedra o de tierra, que servían de núcleo de la construcción. Los taludes son cubiertos con estuco a base de barro recocido, o bien con piedra careada o tepetate recortado. Las escalinatas cuentan con alfardas, geométricamente dispuestas.
Por la información disponible, se infiere que la plaza cívica de San Francisco Cuexcontzi debió tener en uno de sus lados, forma cuadrangular abierta. En otras poblaciones Texoloc, los arquitectos aprovecharon las lomas para construir en la parte más alta las estructuras piramidales, con el objeto de que el centro ceremonial pudiera ser visto a larga distancia.
La agricultura en San Francisco Cuexcontzi se realiza en terrazas o bien en donde se combina la producción con la construcción de habitaciones. Generalmente ubicadas en las laderas y lomas de los cerros con pendientes que varían entre uno y tres grados, o bien de tres a cinco grados. Las dimensiones de las terrazas van de 60 a 120 metros de longitud y una anchura entre los ocho y los diez metros, aunque excepcionalmente se encuentran terrazas con una longitud hasta de doscientos metros de largo por quince de ancho.
Nuevamente durante la fase Tezoquipan, Cuapiaxtla está representada por el pueblo de San Francisco Cuexcontzi, fundación Texoloc que aprovecha los conocimientos y técnicas acumuladas en la fase anterior, para mejorar las condiciones de vida de sus habitantes. Los agricultores de San Francisco Cuexcontzi mantuvieron, ampliaron y mejoraron las terrazas de cultivo con los adelantos de control hidráulico desarrollados con anterioridad, como los canales para el control del agua de lluvia y riego, pero además aprovecharon las técnicas de los cultivos de humedad descubiertos en la fase Texoloc. Sembraron en los campos inundados en forma natural como artificial, mediante la construcción de diques y represas, donde desarrollaron cultivos de alto rendimiento construyendo chinampas y camellones. En la fase Tezoquipan esta técnica se generaliza y, con variantes muy elementales, será la que encontrarían los españoles a su llegada en 1519.
Los alfareros y ceramistas de San Francisco Cuexcontzi dejan de producir la vajilla blanca, proveniente de la fase Texoloc, aunque siguen usando la cerámica café y la rojo interior, café exterior. Es muy probable que en la fase Tezoquipan, San Francisco Cuexcontzi haya seguido dependiendo de la ciudad de los Teteles de Atotonilco, del actual municipio de Altzayanca. Hasta esta fase contamos con información sobre San Francisco Cuexcontzi, del municipio de Cuapiaxtla. En las fases Tenanyecac, Texcalac y Tlaxcala, no aparecen referencias en las obras consultadas. Tal vez investigaciones posteriores arrojen un poco de luz durante estas fases, tan importantes en el desarrollo de Tlaxcala.
Casi al final de la fase Tlaxcala nuevamente hay una mención muy elemental sobre Cuapiaxtla, de parte de la investigadora Carmen Aguilera, quien nos indica que esta población, aunque no está incorporada por el códice de Huamantla, se había convertido en un asentamiento otomí. Es muy probable que la población de San Francisco Cuexcontzi en la fase Tenanyecac, que fue de estancamiento cultural, haya corrido la suerte de otras poblaciones Tezoquipan: la de ser abandonada por sus arquitectos, constructores y artesanos, quienes emigraron, guiados por su fervor religioso, hacia Cholula y Teotihuacán, donde contribuyeron con sus conocimientos y habilidades a su esplendor y grandeza. Tal vez la actual cabecera de Cuapiaxtla la fundó la organización otomí que a su vez fundó el señorío de Tecoac.
Siendo Cuapiaxtla pueblo sujeto del señorío de Tecoac, no es difícil suponer que habitantes de esta población y de esa época, participaron en este primer combate entre otomiés y españoles. Después vendrían los diferentes enfrentamientos entre el ejército de la república de Tlaxcala y el de Hernán Cortés. La imposibilidad de derrotar a un ejército con una superioridad tecnológica y la amenaza de una posible alianza entre los españoles y los tenochcas, abrieron el camino para la alianza hispano-tlaxcalteca.
La colonia: Después de la alianza hispano-tlaxcalteca, los naturales de Cuapiaxtla debieron de participar en la conquista y pacificación de los territorios que, al paso de los años, conformarían la Colonia de la Nueva España, pues en reconocimiento a los servicios prestados, el rey Carlos V expide en Bruselas, Bélgica, el 9 de octubre de 1545, una cédula en el que reconoce el rango de nobleza a: Juan Antonio de Paredes, don Diego Texcatzin, don Antonio Valencia, don Bartolomé Netzahualpiztli, don Juan Gómez y don Isidro Tezcatzin, dándoles por merced el cacicazgo de Cuapiaxtla.
La cédula por la cual Carlos V concedió a los naturales de Cuapiaxtla la merced de tierras para que las poseyeran los caciques y principales, así como sus descendientes, sería olvidada en el transcurso de los siglos XVI y XVII por los estancieros poblanos que lentamente y de manera subrepticia fueron penetrando a la región de Huamantla y por ende a Cuapiaxtla, donde fueron adquiriendo tierras mediante matrimonios con mujeres de la nobleza indígena, o bien, mediante la compra en un mercado de bienes raíces al que la oposición del Cabildo indígena de la ciudad de Tlaxcala, no pudo contener. Para 1712 ya existían los ranchos de Santa María Zoapila, Quimicho y San Juan, la hacienda de Nuestra Señora del Carmen y la de San Diego Cuapiaxtla.
La visita de San Lorenzo Cuapiaxtla fue atendida por sacerdotes del clero secular desde 1641 a 1693 hasta que el obispo Manuel Fernández de Santa Cruz la convirtió en parroquia. El primer cura vicario y juez eclesiástico fue el bachiller Manuel De los Santos Salazar, indio noble descendiente de los caciques de Ocotelulco.
La vida apacible de Cuapiaxtla, Tlaxcala y de la Nueva España, se trastocó después de la visita que realizó por parte de Carlos III el visitador José de Gálvez, quien elaboró el diagnóstico de la Colonia, para instrumentar las reformas borbónicas. Cuando la Corona ávida de la obtención de recursos solicitó que le fuese pagado el capital de los préstamos, a muchos hacendados ya no les pareció tan disparatada la independencia de la Nueva España. Si a esto se agrega el ejemplo de la Revolución Francesa y la Revolución de Independencia Norteamericana, así como la invasión napoleónica a España, podremos comprender porqué la campanada de Dolores del 15 de septiembre de 1810 llegó a lugares tan aparentemente apartados como Cuapiaxtla, donde surge la figura señera de Antonio García de Cusal.
Este Cuapiaxtlense, hijo de padres españoles y arrendatario de la hacienda de "Franco", se da de alta en las tropas de otro criollo con profundas raíces tlaxcaltecas, el sacerdote don Mariano Matamoros, lugarteniente del generalísimo don José María Morelos y Pavón.
Dentro del partido de Huamantla, el pueblo de San Lorenzo Cuapiaxtla se reunió el 29 de marzo de 1849, en la sala del Juzgado Constitucional de la misma población, bajo la presidencia del alcalde don Juan Pedro para manifestar: "que no es voluntad de esta población que el territorio de Tlaxcala se agregue al estado de Puebla", dando su adhesión a las demás poblaciones que se oponían a la anexión. El documento está firmado por: Juan Pedro, Vicente Ricardo López, José Antonio Valeriano, Manuel Piña, Gabriel Arenas, José Joaquín Valencia, Manuel Terán, José Pascual Carpintero, J. Miguel Marín, Mariano Muñoz, Francisco Garciguerra y Leandro Valencia.
Cuapiaxtla retomaba el camino de trabajo para rehacer su maltrecha economía, cuando fue visitada por la partida de bandoleros que encabezaba el mal llamado coronel José Felipe Romero, quien en su incursión se dio a la tarea de pedir préstamos forzados al comercio en la localidad además de expropiar los fondos de la receptaría de rentas. El 10 de enero de 1873, la población de Cuapiaxtla se volcó a la estación San Marcos, para ovacionar al presidente don Sebastián Lerdo de Tejada, quien procedente de la Ciudad de México se dirigía al puerto de Veracruz, en un viaje a través del Ferrocarril Mexicano que unía ambos puntos de la república, después de casi 70 años de esfuerzos ferroviarios, dando a Cuapiaxtla un moderno medio de comunicación.
El porfiriato: Desde la época colonial la hacienda sentó sus reales en Cuapiaxtla, pero su consolidación y esplendor tendría su momento durante las administraciones del general Porfirio Díaz y del Coronel Próspero Cahuantzi; los ferrocarriles abrieron un amplio mercado a la producción pulquera y cerealera de Tlaxcala, una febril actividad de construcción de ramales ferroviarios que comunicaría a las haciendas con los puntos más cercanos al Ferrocarril Mexicano y al Interoceánico, se apoderó de los hacendados.
Las estaciones ferroviarias del Interoceánico y del Mexicano, le dieron utilidad espacial a la producción agropecuaria de Cuapiaxtla. La primera quedaba a 3 kilómetros de la población, y la segunda a 9 kilómetros. La mayoría de las haciendas se preocuparon por elevar los rendimientos de la producción local, lo que las obligó a buscar mejoras substanciales en la infraestructura económica. La construcción de pequeñas obras de irrigación como represas y canales empezaron a realizarse en muchas de ellas, además de introducir la mecanización mediante el arado de vapor, la imitación de las máquinas ferroviarias, sembradoras, segadoras y trilladoras.
Pero no todo fue progreso y avance durante el porfiriato en Tlaxcala, también se presentaron desavenencias entre el pueblo de Cuapiaxtla y las haciendas, como fue el conflicto que se inició en agosto de 1906 entre el ayuntamiento de Cuapiaxtla y la hacienda de San Juan Bautista, por el camino que pasaba por la citada hacienda rumbo a Huamantla. La hacienda alegaba que el camino era privado, por lo que no estaba obligada a permitir el paso de los lugareños. El Ayuntamiento argumentaba que el camino era público, pues formaba parte del viejo camino que, de Cuapiaxtla, pasando por Huamantla, Apetatitlán y la capital del estado, se dirigía a San Martín Texmelucan.
Las casillas de pulque estaban obligadas a pagar 13 centavos de impuesto por cada barril de ochenta litros, que vendieran a sus consumidores. En 1888 la tasa fue aumentada a 18 centavos, pero en 1906 la capacidad de contenido de los barriles disminuyó a setenta y cinco litros, sin que se redujera la tasa impositiva, lo que implicaba en realidad, un aumento del gravamen. Aparte de este impuesto estatal, las casillas también pagaban un impuesto municipal y un federal. Este último variaba entre el 25 por ciento y el 30 por ciento, con base en los ingresos. Las autoridades federales se quejaban de que los dueños de las casillas evadían el pago del impuesto, declarando ventas menores a las realizadas y de que muchos se negaban a pagar el impuesto, o lo hacían con excesivo retraso. A su vez, los dueños de las pulquerías se quejaban de los cobradores abusivos de impuestos que los amenazaban con clausurarles o embargarles las negociaciones.
El gobernador Coronel Próspero Cahuantzi, hizo eco de las quejas de los casilleros y, en 1897, solicitó al Ministerio de Hacienda que les fuera condonado el impuesto federal. En 1901 los casilleros de Cuapiaxtla propusieron entregar sus cuotas pero que se prescindiera de los abusivos y molestos cobradores. Atendiendo esa solicitud, en 1902 el gobierno federal decidió eliminar a los "rematistas" que venían funcionando desde la Colonia, sustituyéndolos por un guarda-cobrador, dependiente de la recaudación de rentas distrital.
La industrialización de Tlaxcala no alcanzó a Cuapiaxtla, pues fuera de la producción de aguardiente, que implicaba cierto grado de transformación, la mayoría de la producción se centraba en las actividades agropecuarias. Casi al concluir la primera década del siglo XX, Cuapiaxtla padeció una epidemia de viruela que dejó muy diezmada a su población.
siglo XX
La revolución mexicana: Cuapiaxtla no fue escenario de grandes combates durante la lucha armada. Fuera de un combate que tuvieron fuerzas revolucionarias en un sitio cercano conocido como tepetates y el de Algibes, Puebla, lugar también cercano a Cuapiaxtla, que se dio entre quienes perseguían en 1920 al Sr. Venustiano Carranza, no se recuerdan otros acontecimientos bélicos en el municipio. Cuapiaxtla tuvo la quietud para embellecer su población con tres joyas arquitectónicas de buen gusto y de significación para sus moradores: el portal chico, La América y el parque central.
Los ferrocarriles que anunciaban el progreso acortando el tiempo de recorrido de los viajeros, tuvo su culminación en 1890 con la inauguración de la ruta del Ferrocarril Interoceánico, comunicado Cuapiaxtla a través de la estación Masarraza, localizada a escasos tres kilómetros de la orilla de la población.
Época contemporánea: Cuapiaxtla fue dejando atrás los años de desavenencias entre revolucionarios y contrarrevolucionarios, para buscar el mejoramiento del nivel de vida de sus habitantes. Para 1950 Cuapiaxtla contaba con la primera escuela de enseñanza elemental de seis grados: la escuela José María Morelos y Pavón, bajo la dirección del siempre añorado maestro José Cruz García. En 1956 la escuela "particular" que fundara el recordado sacerdote Facundo Meneses, también se convirtió en escuela oficial, gracias a las gestiones que realizó el citado presbiterio. Estas dos escuelas son el mejor homenaje que Cuapiaxtla puede rendirle a la ameritada profesora Celestina Gálvez, quien pacientemente durante muchos años, dedicó sus mejores esfuerzos para que varias generaciones aprendieran a leer y escribir, además de los elementales conocimientos de geografía, geometría, historia, civismo, ciencias naturales, etc.
Para los años sesenta se funda la escuela secundaria de Cuapiaxtla. En la década de los sesenta fue introducida la energía eléctrica y fue remodelado el parque central, con un kiosco de arquitectura bastante extraña, además de cambiar el piso con figuras decorativas mediante franjas amarillas al centro de los andadores, la remodelación también incluyó la iluminación del mismo.

## Cultura
El renacer de Cuapiaxtla no podía dejar de lado la vida cultural y en particular la musical, destacando entre los conjuntos más apreciados por su excelente vocalización el trío los "Halcones" formado por Miguel Rodríguez, Andrés Domínguez y Eduardo Peña, quienes daban serenatas a las jóvenes agraciadas de Cuapiaxtla y conciertos populares en el salón parroquial. Imposible no citar la cantante de ranchero Irene Piña, quien entonaba la canción campirana con singular emoción y agradable voz, por otra parte la inspiración, encarna en el compositor Leopoldo (Polo) Gonzalez. 
En el género antes mencionado a principios de los años 60 ya sobresalía a nivel nacional El Cantante de Bolero Ranchero Raúl Irigoyen, quien además de sus apariciones en televisión e inolvidables presentaciones en los más prestigiosos centros nocturnos de la Ciudad de México coloco varios éxitos en la radio mexicana,  temas como: "Camino invisible", "Con el Alma negra", "No temas si llueve" ,  "Sin alma y sin vida", "Derrumbes, "Besos amargos",  y "Urge"  son ampliamente recordadas al día de hoy.

## Arte
Cuapiaxtla se asomó al arte del siglo XX: el cine. Primero funcionó el cine Teresita en el salón parroquial, que después se llamó "Cine Roxi", finalmente este dejó como sucesor al cine del portal grande propiedad del señor Delfino Brito. Después la televisión llegó y desplazó al cine. 
Gradualmente Cuapiaxtla fue modificando su aspecto campirano, para convertirse en una población con cierto grado de urbanismo, que cuenta con los servicios públicos adecuados y que se preocupa porque sus habitantes tengan acceso a los bienes culturales por medio del trabajo y del esfuerzo colectivo.

## Sector productivo
Entre sus principales actividades económicas se encuentra la agricultura, ganadería silvicultura,e industria.

## Turismo
La mayor parte de sus atractivos turísticos son construcciones del neoclásico como el Palacio Municipal, así como Capillas, Haciendas y Parroquias, en la parte norte de la cabecera municipal, existe una zona desértica, única por su flora y fauna. Uno de sus tesoros escondidos y celosamente cuidado por sus habitantes es el templo del Sr. del Vecinito. considerado como monumento histórico al igual la imagen que ahí se venera.